# Weird fiction
Weird fiction är en undergenre till fantastik som uppkom i slutet av 1800-talet och början av 1900-talet. Weird fiction undviker eller omtolkar radikalt traditionella figurer inom övernaturlig skräckfiktion såsom spöken, vampyrer och varulvar.
Författare inom genren, exempelvis China Miéville, använder ibland tentakeln som symbol för denna typ av litteratur. Tentakeln är frånvarande hos de flesta monster inom europeisk folklore och gotisk fiktion, men förekommer ofta hos de skräckvarelser som skapats av weird fiction-författare som William Hope Hodgson, MR James, Clark Ashton Smith och HP Lovecraft.
Weird fiction har ofta ambitionen att väcka såväl förundran som rädsla, vilket har fått kommentatorer som China Miéville att parafrasera Goethe genom att säga att genren framkallar en känsla av det numinösa.
Begreppet weird fiction har visserligen huvudsakligen använts som en historisk beskrivning för verk fram till 1930-talet. Genren återuppstod dock på 1980- och 1990-talen under etiketten new weird som har fortsatt att användas under 2000-talet.
Den amerikanska tidskriften Weird Tales, som grundades 1923, har varit en viktig plattform för weird fiction och publicerade tidiga verk av H. P. Lovecraft, Seabury Quinn och Clark Ashton Smith. I Europa spelade den tyska tidskriften Der Orchideengarten en liknande roll.